# 존 패티투치

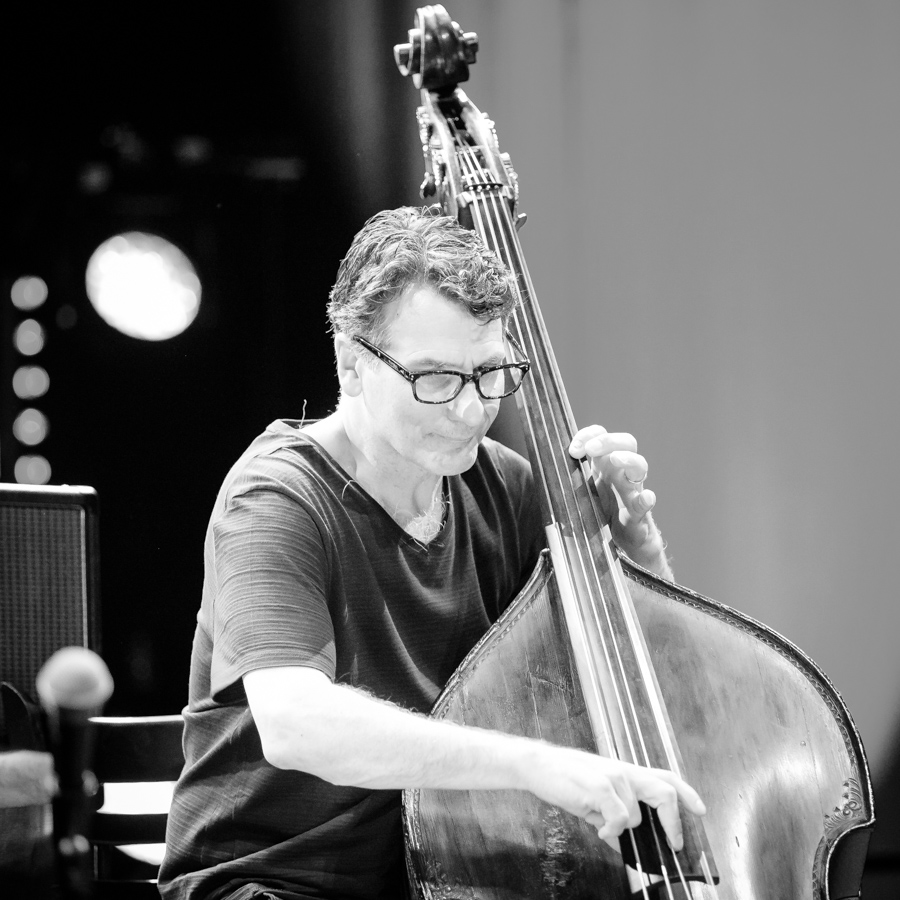
John Patitucci (2018)

존 패티투치(John Patitucci)는 미국의 재즈 콘트라베이스 및 베이스 기타 연주자이다.

## 삶
1959년 뉴욕 브루클린에서 태어났다. 11살부터 베이스 기타를 연주했다.
1985년 칙 코리아의 '일렉트릭 밴드(Elektric Band)'에서 활동하기 시작했다.
1987년 리더로서의 데뷔 앨범 'John Patitucci'를 발표했다.
2000년부터 웨인 쇼터, 다닐로 페레즈, 브라이언 블레이드와 함께 투어 중이다.